# 豚鼠属
豚鼠属（学名：Cavia）是啮齿目豚鼠科的一属，原产于南美洲，现有很多种类作为宠物被引入到世界各地。本属包括以下几种：
- 巴西豚鼠（Cavia aperea）
- 艳豚鼠（Cavia fulgida）
- 圣卡塔琳娜豚鼠（Cavia intermedia）
- 大豚鼠（Cavia magna）
- 豚鼠（Cavia porcellus）
- 秘鲁豚鼠（Cavia tschudii）